# Anomoia proba
Anomoia proba är en tvåvingeart som beskrevs av Ito 1984. Anomoia proba ingår i släktet Anomoia och familjen borrflugor. Inga underarter finns listade i Catalogue of Life.